# Gloire (ironclad)
O Gloire foi um navio de guerra francês, o primeiro ironclad com capacidade oceânica da história. Até então os navios couraçados eram baterias flutuantes, tipo Monitor e não podiam, ou tinham muitas limitações na navegação marítima.

## História
O Gloire' foi desenvolvido logo após a Guerra da Criméia, em resposta aos novos desenvolvimentos de armas navais, especialmente os canhões Paixhans, os primeiros a combinar granadas explosivas em tiro recto, com maior poder destrutivo contra navios de madeira, e acompanhou o desenvolvimento das baterias flutuantes de ferro construídas pelos britânicos e franceses para o bombardeio de fortes russos durante a Guerra da Criméia. O Gloire, foi projetado pelo arquiteto naval francês Dupuy de Lôme e foi lançado no arsenal de Mourillon, Toulon, em 24 de novembro de 1859. Foram construídos mais dois navios idênticos.

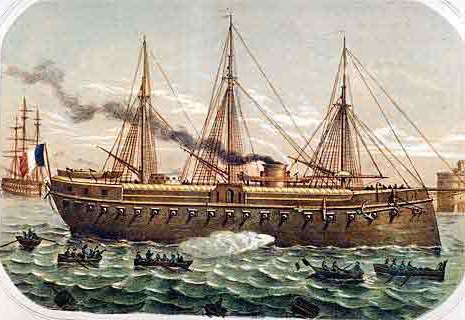
Gloire pintura de 1860.

De maneira a poupar peso, o Gloire tinha um único convés e tinha um deslocamento de 5 630 toneladas. O navio tinha placas de ferro maciças com 12 cm de espessura, colocadas sobre uma estrutura de madeira. As placas de ferro resistiam às granadas disparadas pelos canhões mais poderosos desse tempo, o canhão Francês de 50 libras e o canhão Inglês de 68 libras, com carga massa a uma distância de 20 metros.
Apesar desta qualidade, o navio era muito duro para a sua tripulação, pois não possuía aberturas, de modo a evitar pontos fracos na sua protecção. Em resultado disto, a ventilação era muito deficiente, e tinham de ser usadas lâmpadas de óleo para iluminação, mesmo durante o dia.
Com o Gloire, iniciou-se a obsolescência dos navios de linha de madeira, e todas as marinhas de guerra não tiveram alternativa senão construir os seus navios protegidos. Segundo se dizia na altura era que o Gloire em luta contra navios de madeira, seria como "um lobo no meio de um rebanho de ovelhas".
No entanto o Gloire tornou-se obsoleto em 1860 quando os ingleses lançaram à água o HMS Warrior, o primeiro navio de guerra construído inteiramente em ferro.
O Gloire encontrava-se em Cherburgo quando ocorreu o combate entre o corsário confederado CSS Alabama e o USS Kearsarge em 19 de Junho de 1864, ao largo do mesmo porto.
Em 1879, o La Gloire foi retirado do registo da frota francesa e desmantelada em 1883. Os seus navios irmãos já o tinham sido anteriormente devido à má qualidade de construção.